# Bobbaan
Bobbaan (« le circuit de Bob » en français) est une ancienne attraction du parc Efteling aux Pays-Bas.

## Présentation

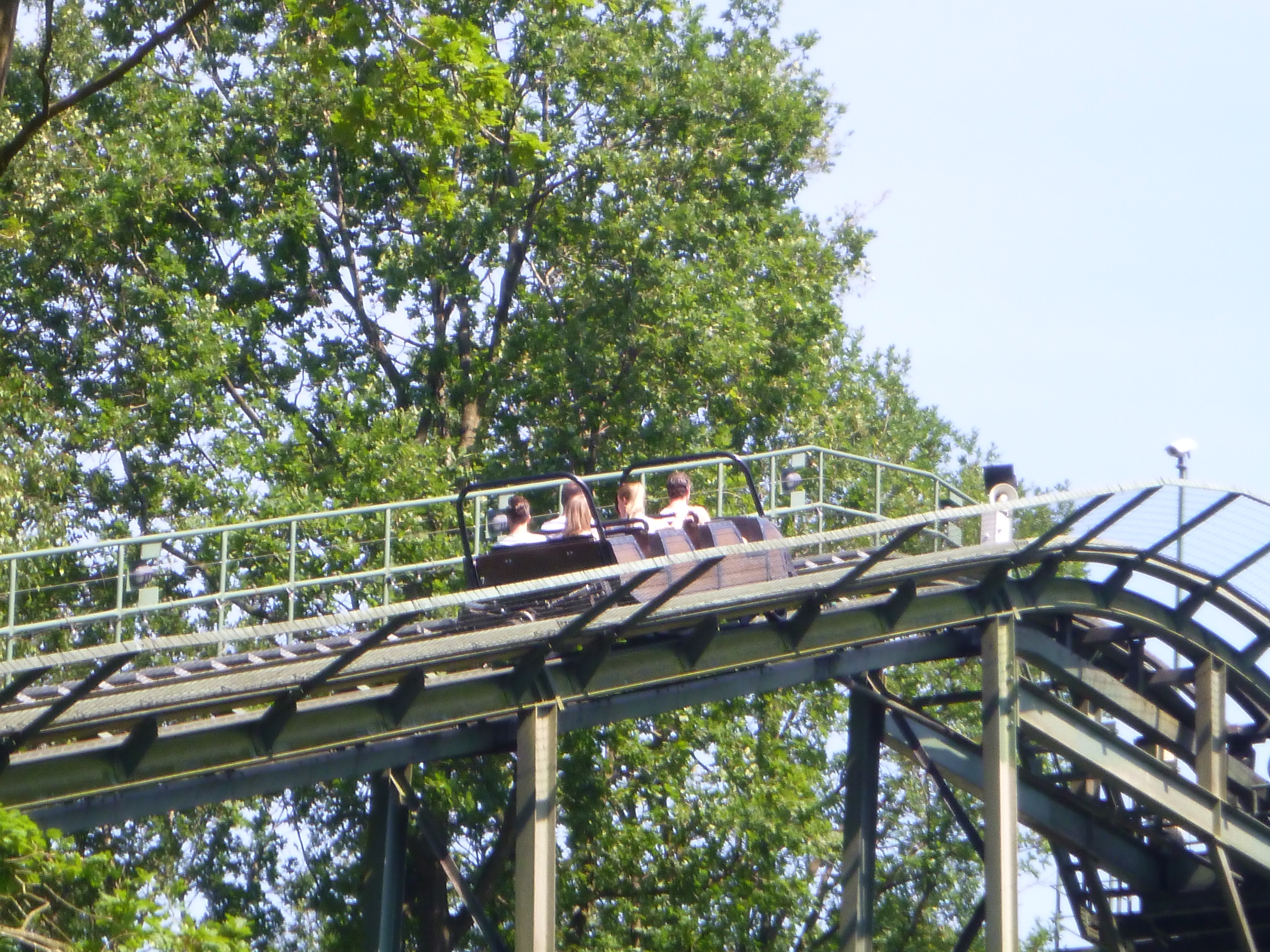
Le lift, 2019.

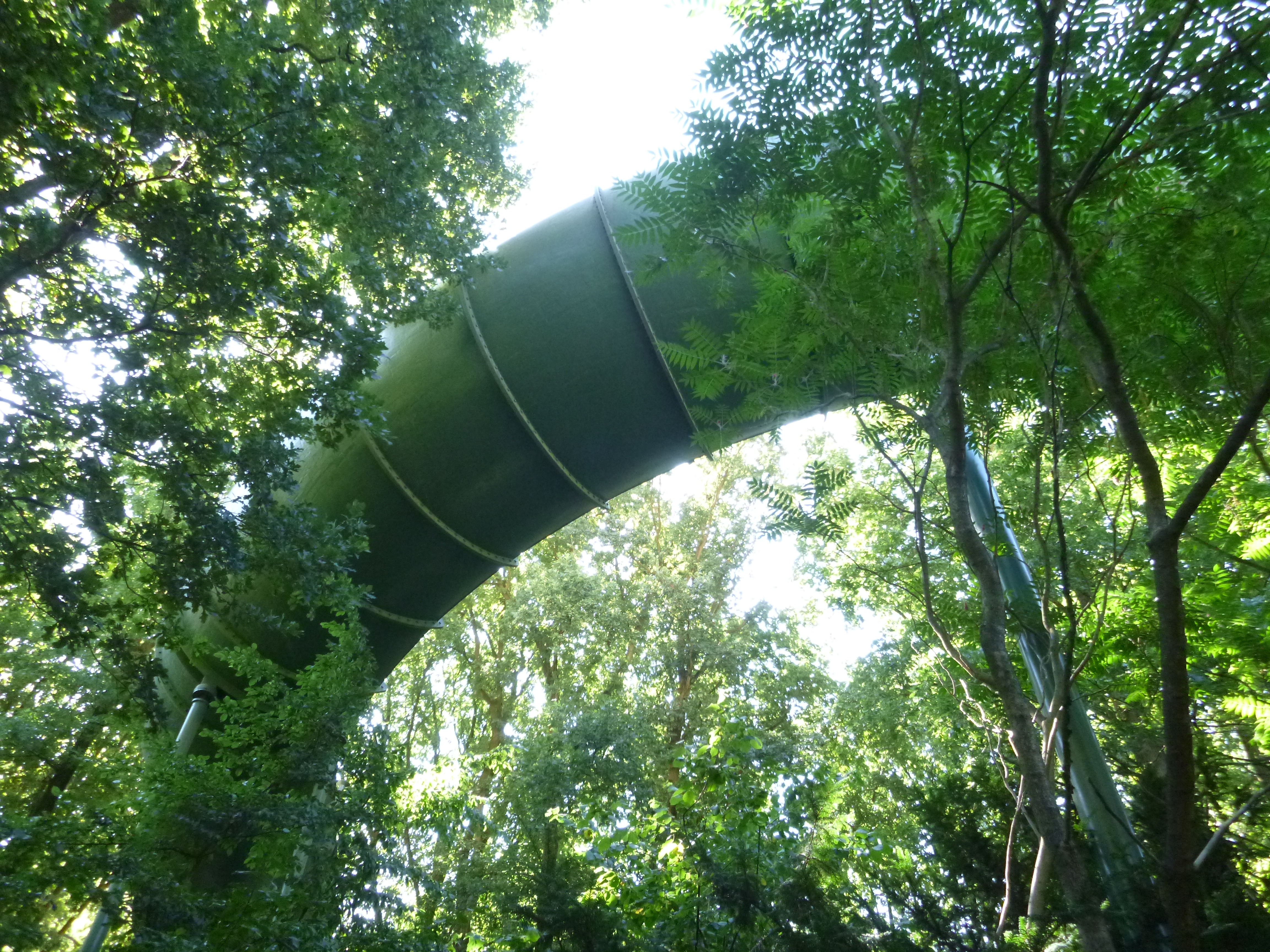
Parcours au milieu des arbres.

Ces montagnes russes sous forme de parcours en bobsleigh étaient appelées parfois Swiss Bob, Bobslee ou encore Bob. Le terme baan peut se traduire par « parcours », que ce soit parcours de montagnes russes (« achtbaan »), de bûches (« boomstambaan ») ou même dans d'autres domaines que les parcs.
Bobbaan est situé de 1984 à 2019 dans la section Anderrijk du parc. Appelé en français « Royaume alternatif » ou encore « Royaume de l'étrange », il occupe la partie méridionale du parc. Cette partie est celle des mondes parallèles et mystérieux.
Les véhicules sécurisés par des lap bars étaient tractés jusqu'au sommet grâce à un lift à chaîne. Le parcours serpentait entre les arbres et possédait quelques belles descentes, courbes et autres dénivellations où les véhicules faisaient des pointes d'accélération. Il était le plus rapide Bobsleigh coaster d'Europe avec La Trace du Hourra au parc Astérix.
Juste avant le dernier virage, une photo des visiteurs était réalisée ; celle-ci pouvait être achetée à la réception maxifoto à la sortie.
Cette attraction était fermée pendant les périodes de gel, durant le Winter Efteling hivernal.

## Histoire

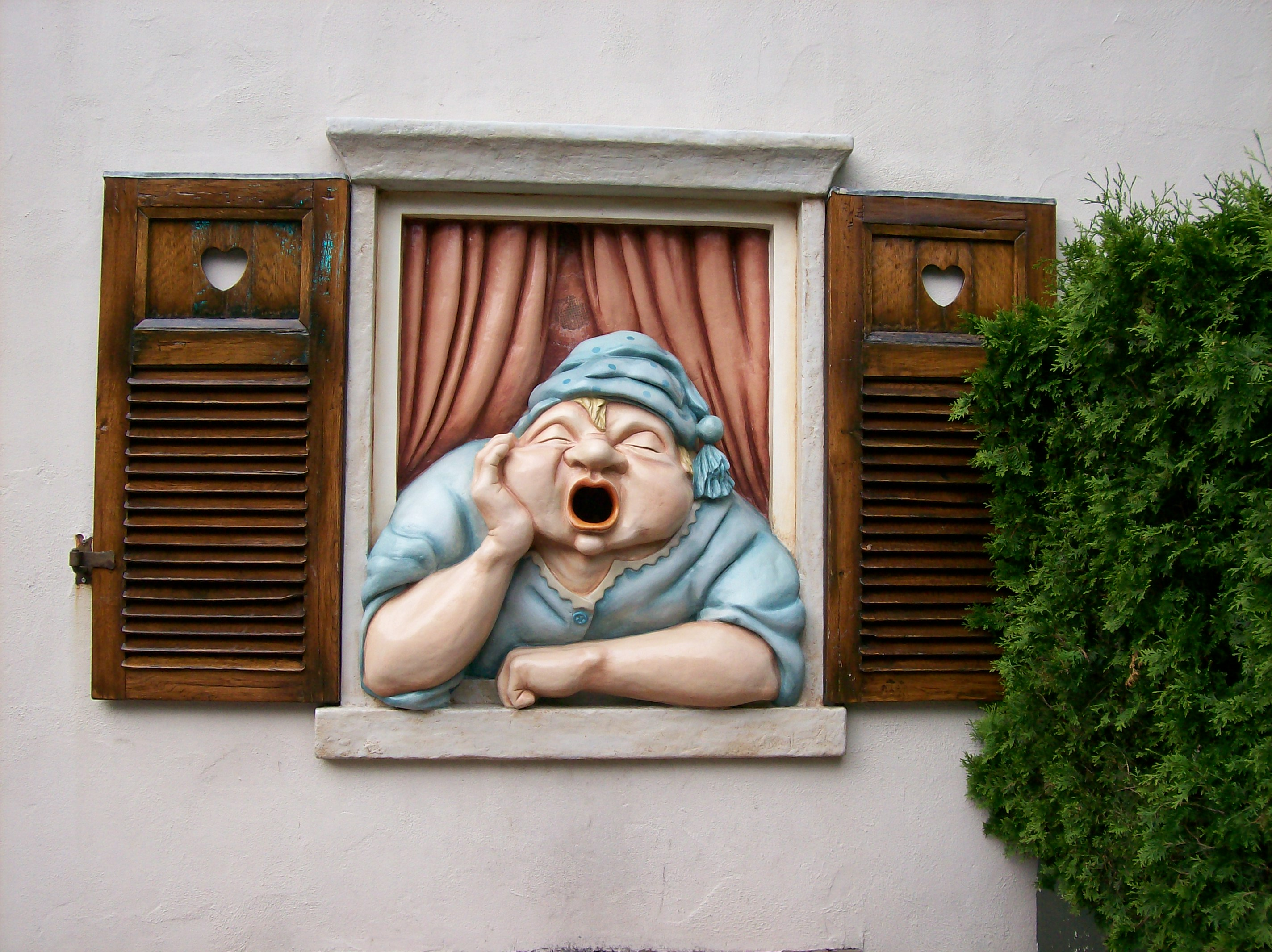
Tiroler Gijs.

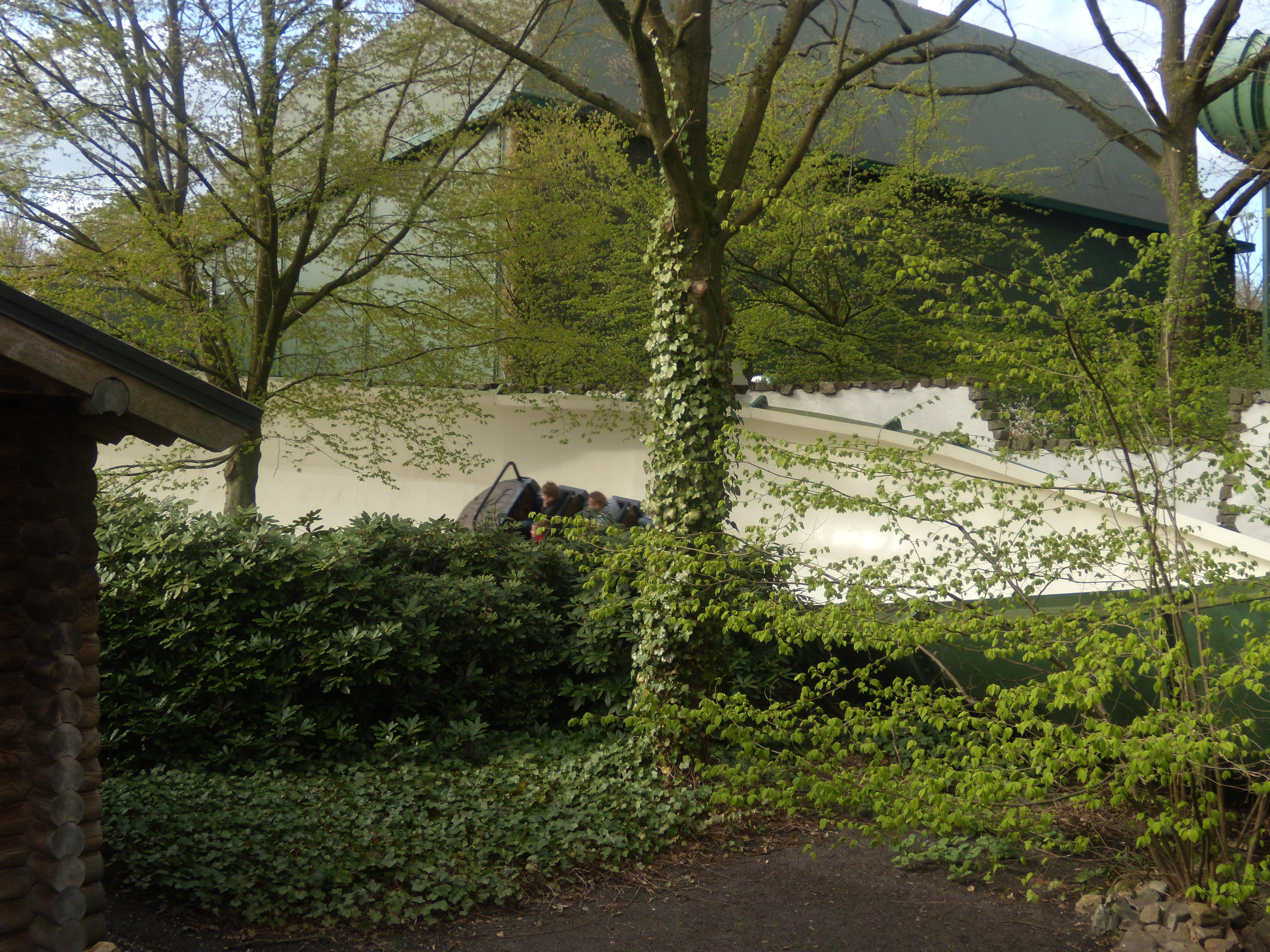
Bob sur une section du parcours.

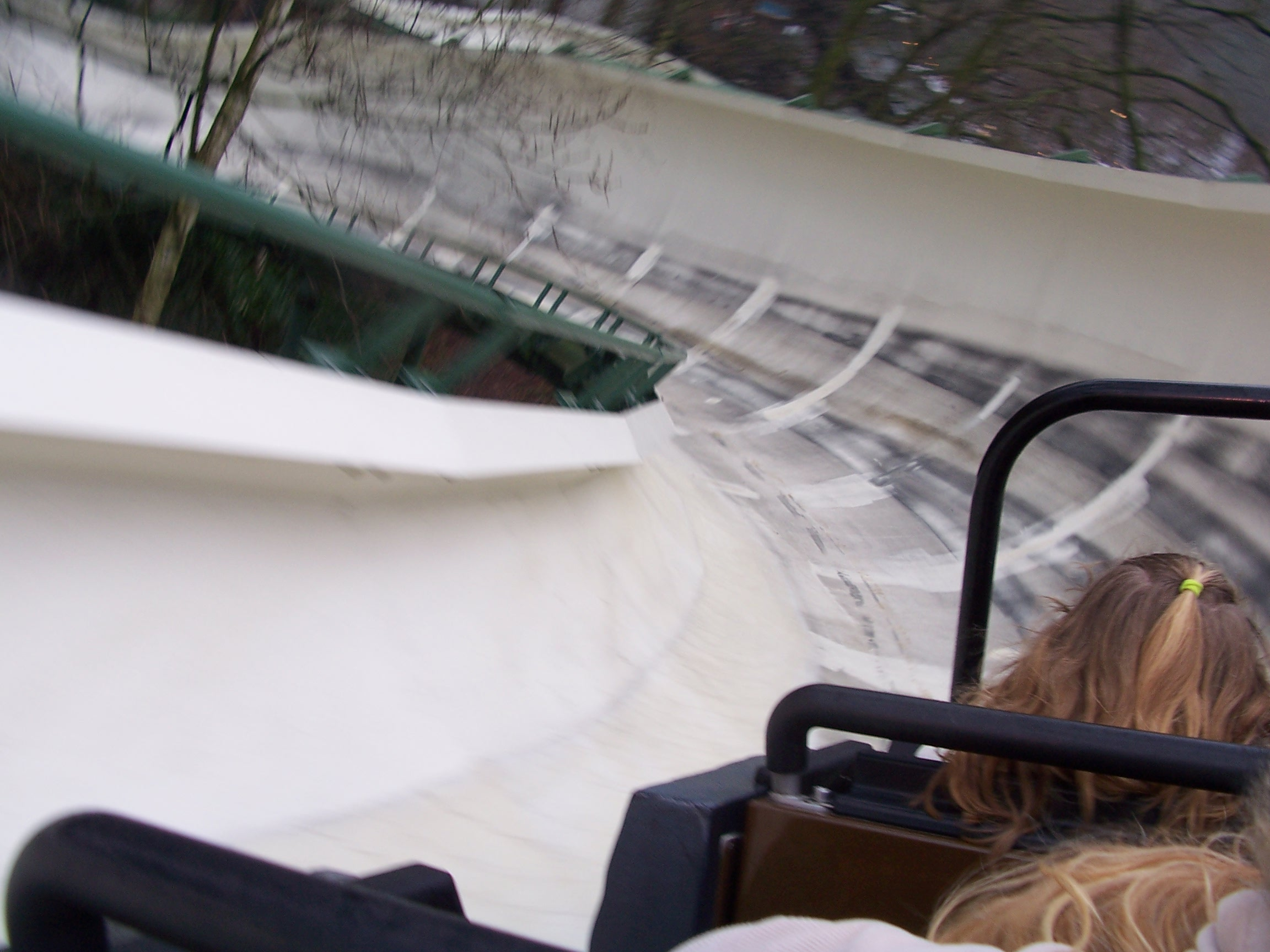
Photo on ride.

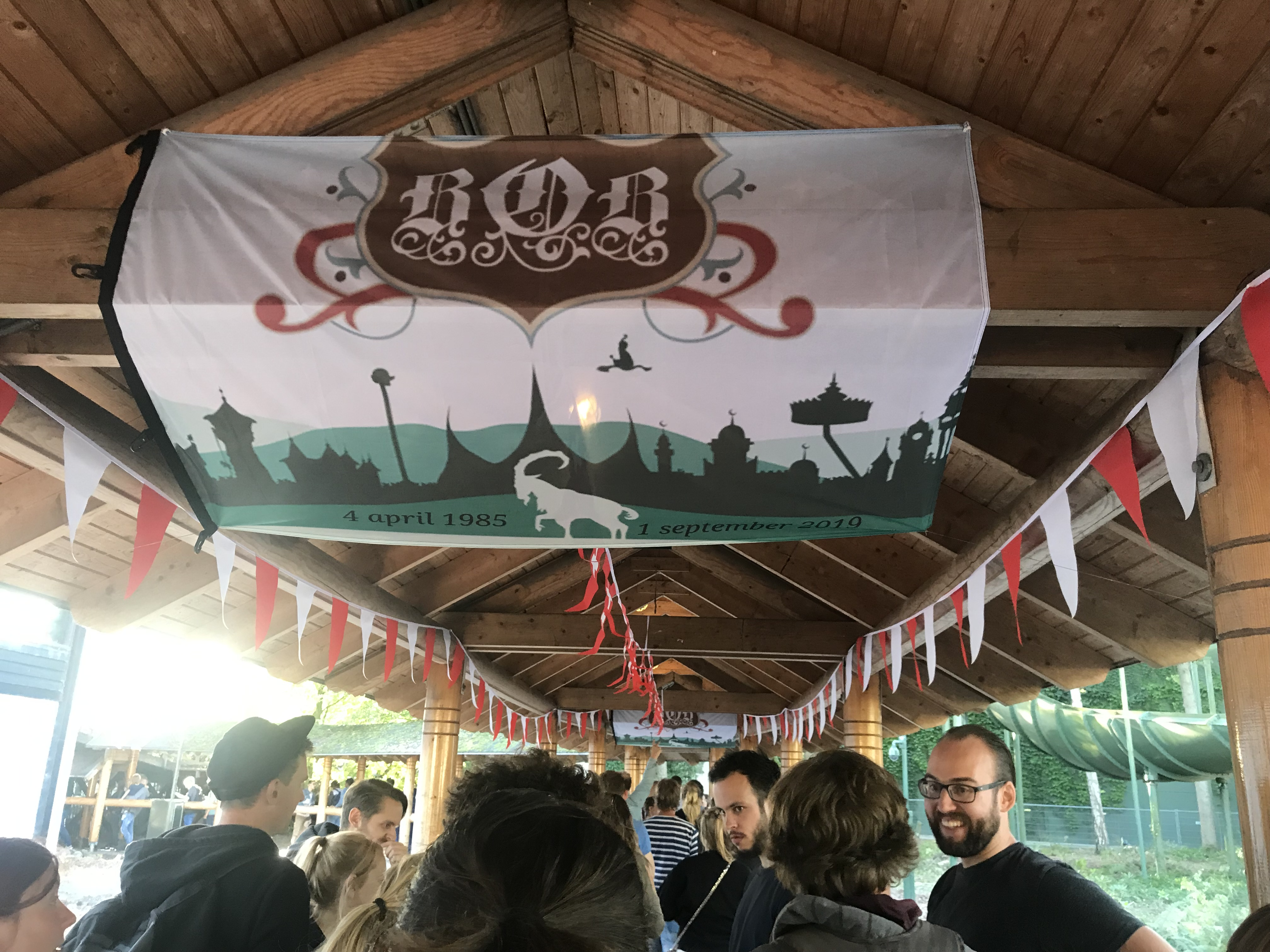
La file d'attente le dernier jour de fonctionnement.

Le circuit de Bob est le premier parcours de bobsleigh dans un parc d'attractions européen. Ce modèle est unique en son genre sur le continent et les trois autres exemplaires sont situés aux États-Unis.
L'attraction est initialement imaginée au bord de l'étang pour canoës, en lieu et place de Joris en de Draak actuellement, craignant les nuisances sonores et les reproches engendrés  par celle-ci, il est décidé d'ériger Bobbaan au milieu du parc. La construction débute en 1984. Lors de l'hiver 1984 - 1985, des os et un crâne sont découverts lors des fondations de l'attraction. La police déclare alors que ces restes provenaient d'un chien et la construction reprend. L'attraction est inaugurée le 27 mars 1985. Ouvertes au public le 4 avril 1985, ces montagnes russes proviennent du constructeur Intamin, qui a également construit la Pagode, Piraña, les Gondoletta, De Halve Maen, Pegasus et le système de transport de Fata Morgana.
Intamin est préféré à Mack Rides — qui propose aussi cette année-là des montagnes russes bobsleigh — car leur modèle dispose d'un véhicule capable d'onduler, d'osciller dans la piste et ressemblant plus à une véritable balade en bobsleigh. De plus, le long train de Mack ne ressemble pas à un traîneau de bobsleigh. Giovanola fut le sous-traitant de Bob. Il avait été envisagé de les construire en lieu et place du Pegasus qui sera lui-même remplacé par Joris en de Draak (« Georges et le dragon » en français).
En 1988, Tiroler Gijs s'exprimant avec un accent autrichien est installé à côté de la sortie du Bob, tout comme le restaurant voisin nommé Steenbok.
La file d'attente est modifiée et couverte en 1998.
Des travaux esthétiques ont lieu en 2012. Les panneaux aux couleurs bleues et oranges sont remplacés. L'ensemble s'inscrit dans la lignée de la rénovation du restaurant Steenbok.
Depuis 2017, le Bob présentait des défauts techniques persistants, ce qui entrainait des fermetures répétées de l'attraction. Le modèle de celle-ci n'est plus produit par le constructeur, il est alors annoncé en octobre 2018 que le Bob sera définitivement fermé pour être remplacé par de nouvelles montagnes russes.
Dans la perspective de la démolition, le directeur d'Efteling Fons Jurgens publie en juillet 2019 des annonces de ventes d'un véhicule et de certains accessoires de l'attraction sur Marktplaats.nl (en),,. Les bénéfices sont destinés à l'œuvre caritative Villa Pardoes. Les enchères atteignent 90 000 euros. La vente à un habitant de Nuland est officialisée devant la presse en novembre. Des actions et événements ont lieu les derniers jours de fonctionnement de Bobbaan
L'attraction ferme ses portes officiellement le 1er septembre 2019. La démolition débute peu de temps après, afin de préparer l'arrivée pour 2020 d'une nouvelle attraction nommée Max & Moritz,.

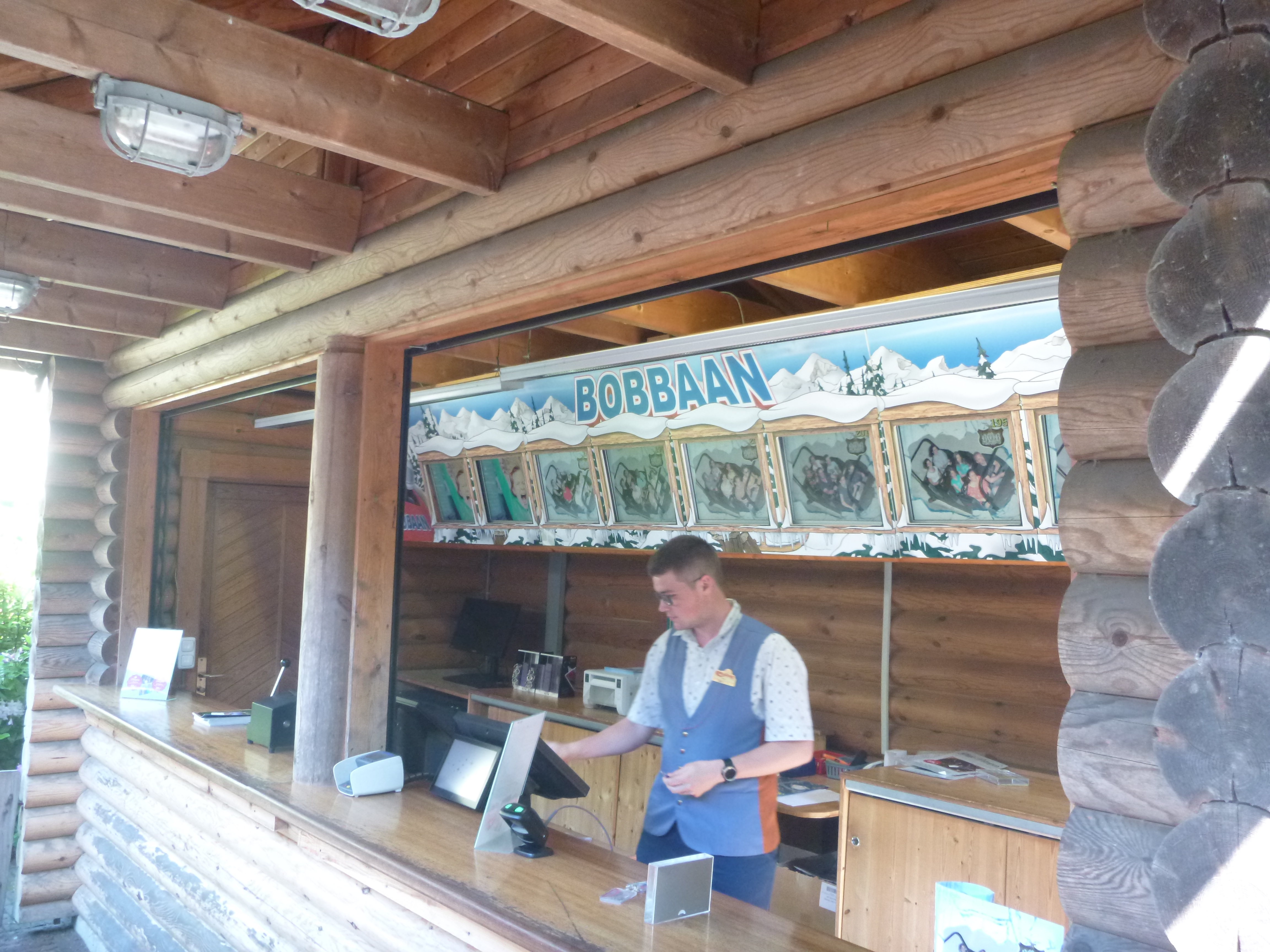
Échoppe pour l'achat de photos.
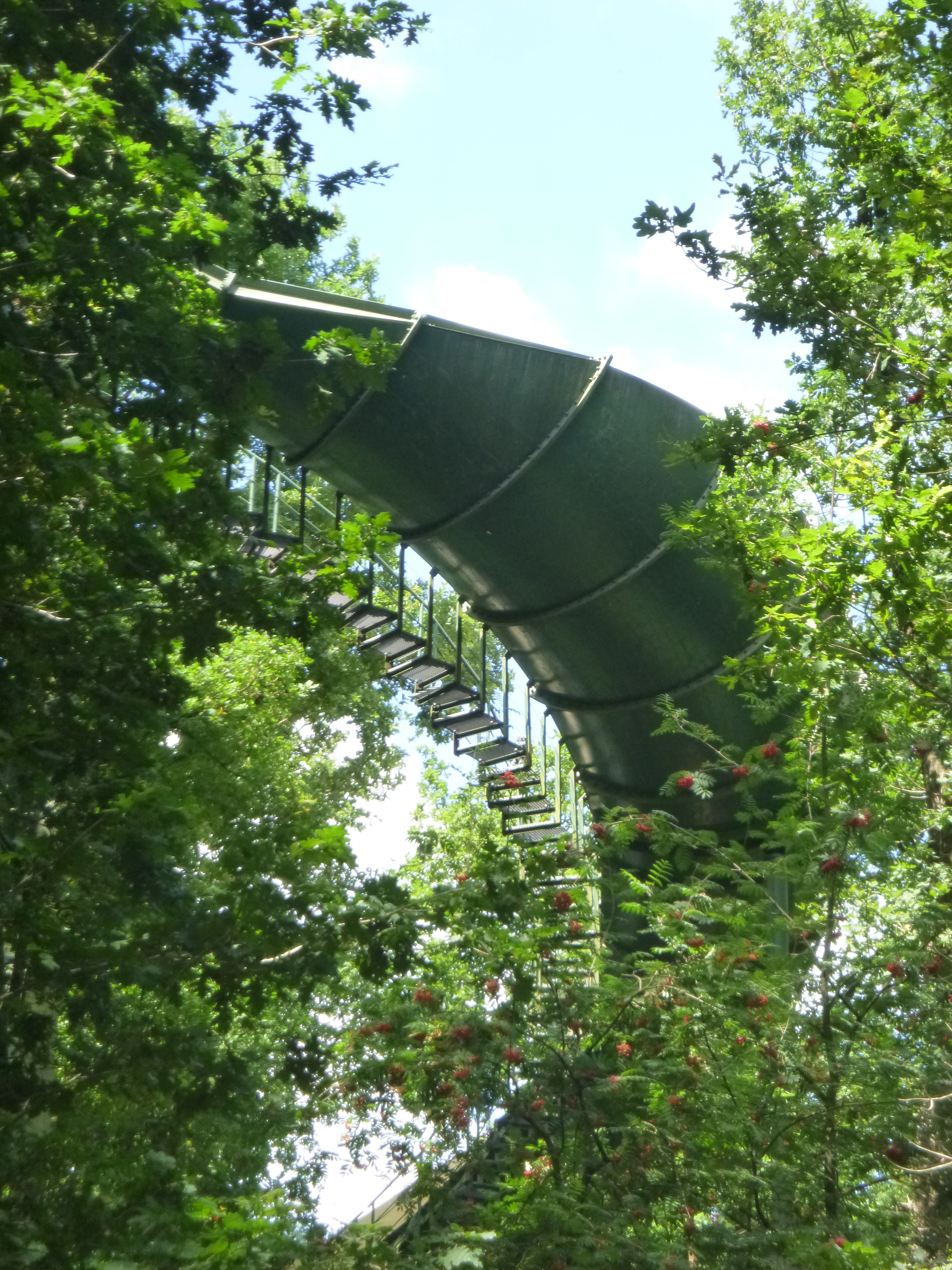
Descente vue du dessous.
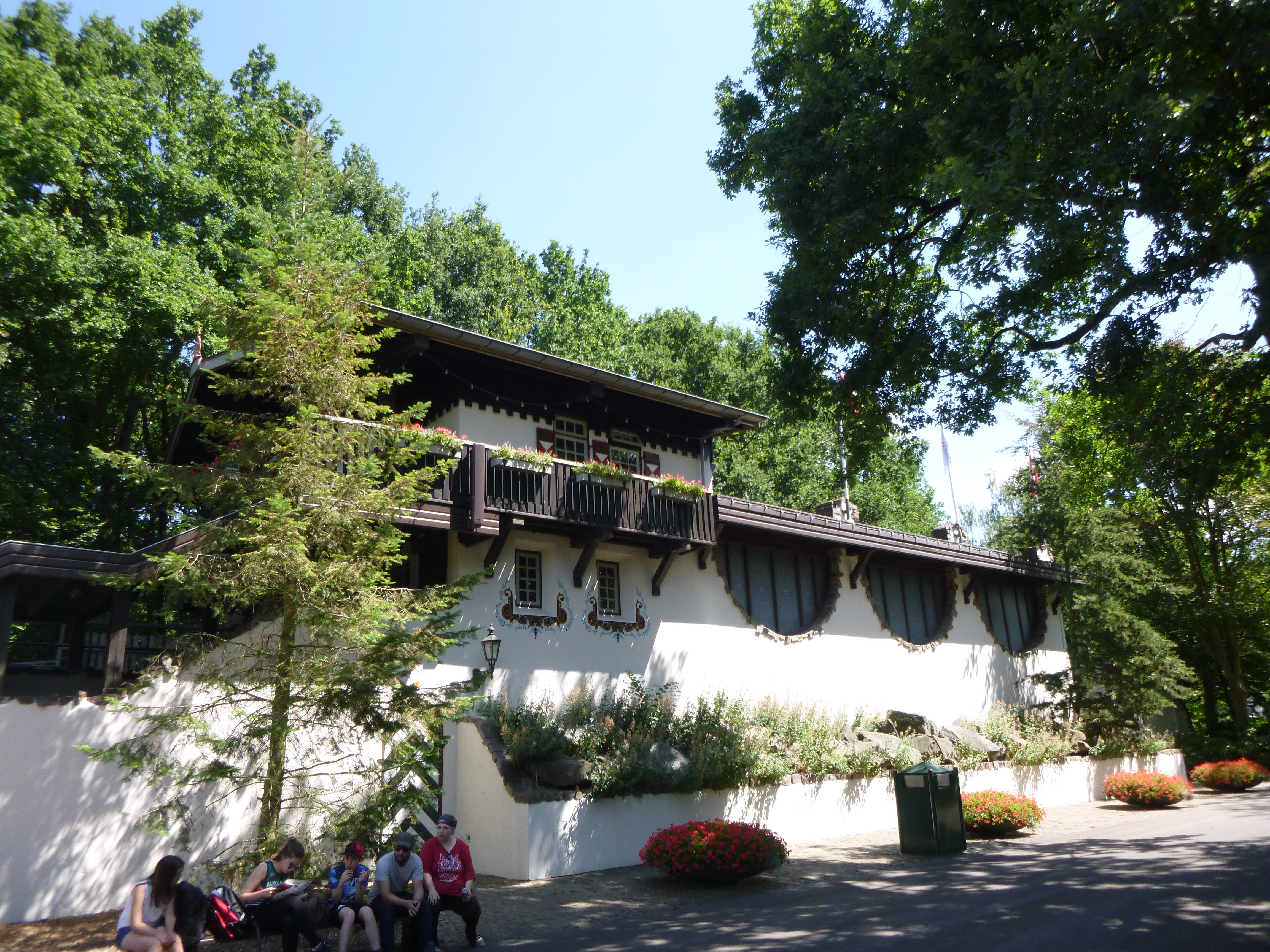
Extérieur de la gare.

## Données techniques
- Longueur : 524 m
- Hauteur : 20 m
- Vitesse : 60 km/h
- Dénivellation : jusqu'à 80°
- Durée : 2 min 10 s
- Capacité : 750 passagers par heure

## Bobsleigh

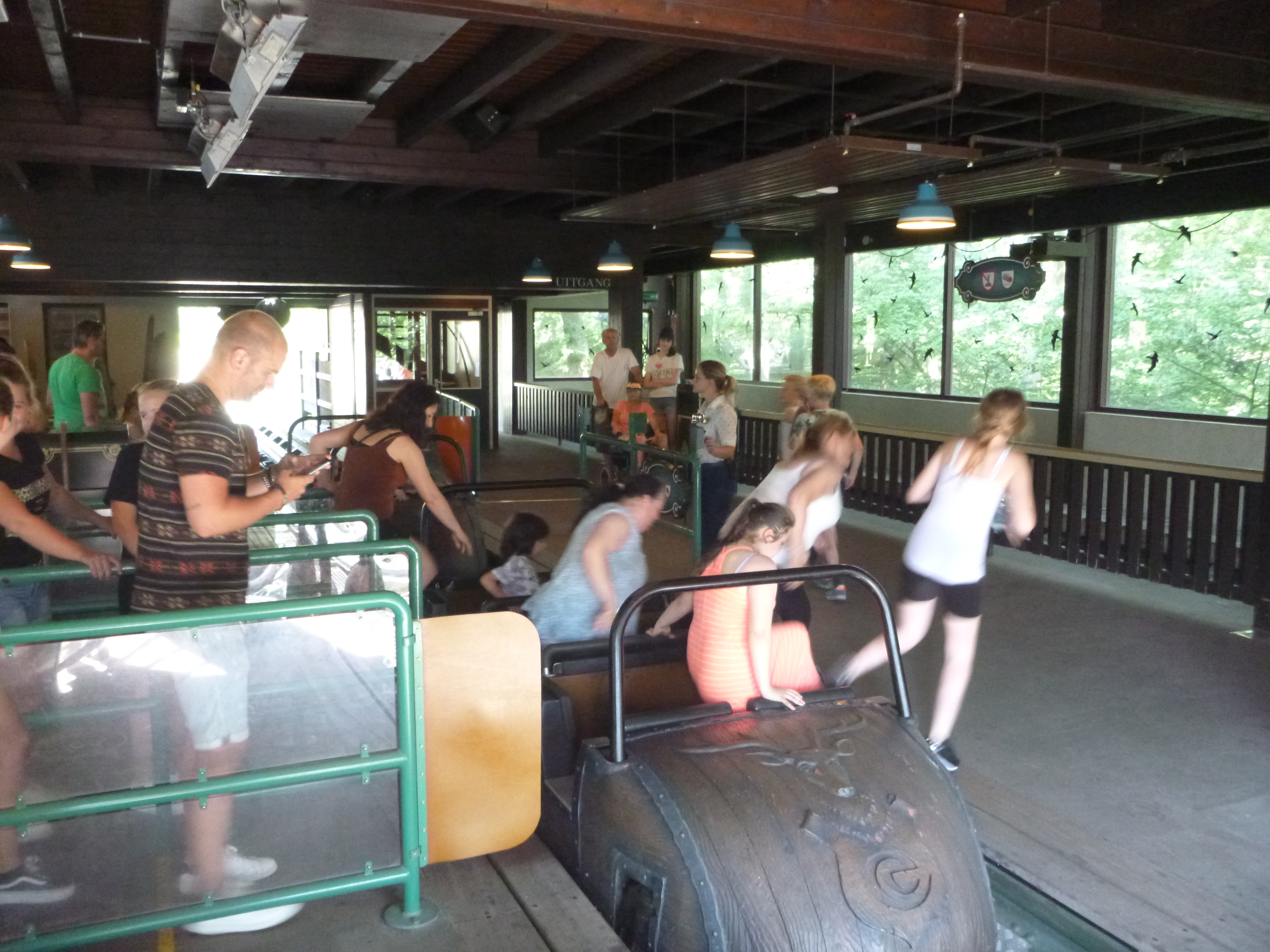
Passagers sortant d'un bobsleigh.

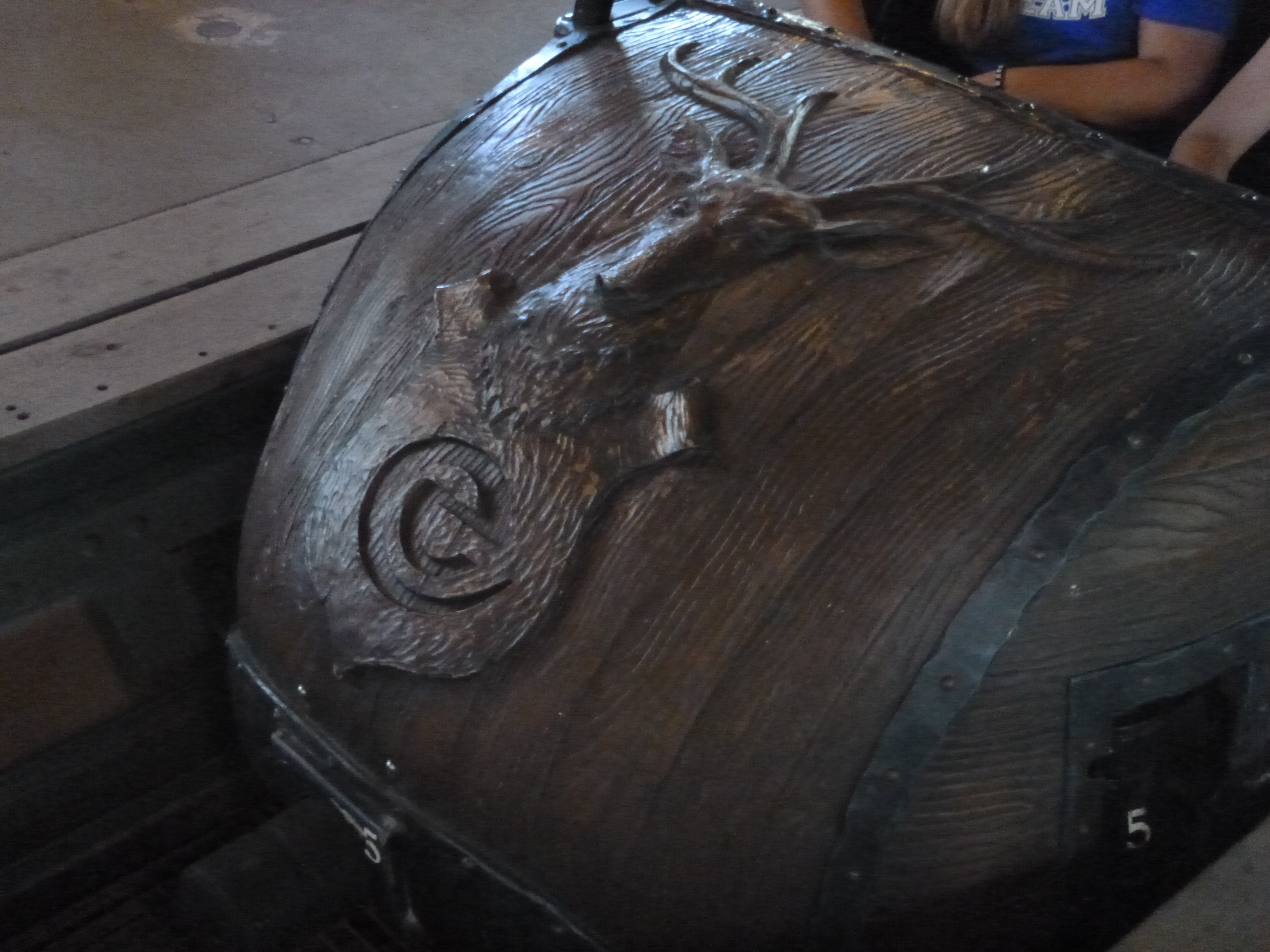
L'avant d'un véhicule.

Les wagons sont des bobsleighs de six places. Au nombre de neuf, ils sont munis de roues dures — en nylon — les premières années de fonctionnement. Ceci cause alors beaucoup de nuisances sonores, ce qui empêche une ouverture en soirée. Les bobsleighs sont donc munis de roues douces — en caoutchouc — en 1996 et peuvent donc être ouverts en soirée après cette modification.
Pour augmenter la capacité de l'attraction, de nouveaux véhicules sont commandés et installés en 2005. Les visiteurs peuvent y prendre place sur trois rangées de deux sièges alors qu'avant, ils se plaçaient les uns derrière les autres (comme dans un bobsleigh traditionnel), ce qui gênait le public. Les véhicules voyageaient donc avec moins de six personnes à leur bord. Un autre grand changement de ces bobsleighs est l'apparence. Dans un premier temps, ils ressemblent à des bobsleighs classiques — usités pour le sport — et sont alors remplacés par des exemplaires avec un aspect « en bois », selon le projet de Karel Willemen. Ils correspondent donc plus au thème alpin de l'attraction. Les anciens véhicules sont vendus à Six Flags Over Texas pour l'attraction La Vibora.
Début 2009, les véhicules sont adaptés. Un poids est placé à l'avant des bobsleighs pour les lester pour aller plus vite.

## Apparence et thème
Le bâtiment de l'attraction est d'un style alpin. C'est Ton van de Ven, grand créatif du parc à qui l'on doit aussi entre autres le Vol de rêve, Fata Morgana, Piraña, Villa Volta, Vogel Rok, le Château Hanté, le Peuple des Lavanors, la Pagode, De Halve Maen, qui réalisa le thème et la décoration. La gare d'embarquement a été bâtie et décorée dans un style autrichien. Le public entend de la musique autrichienne traditionnelle. Le visiteur attentif peut également apercevoir un drapeau suisse.
La décoration de la façade de ce bâtiment se poursuit sur le restaurant service au comptoir attenant à l'attraction. Ce restaurant s'appelle Steenbok (« la chèvre » en français). Pendant le Winter Efteling hivernal, le « Marché Bavarois » (Beiersemarkt en néerlandais) s'installe devant le Bob ; il reprend aussi le thème de la gare d'embarquement du Bobbaan. Le public y trouve dégustations et animations hivernales.